# Mermaid Tavern

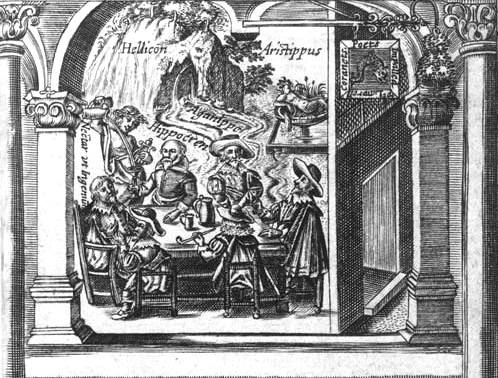
Un'incisione di William Marshall che pare rappresenterebbe la Taverna

La Mermaid Tavern (in Italiano, "Taverna della Sirena") è stata una taverna della Londra elisabettiana (1558-1625), sita nei pressi della cattedrale di Saint Paul (Bread Street, stando a Ben Jonson), ed è passata alla Storia come la sede della "Fraternity of Sireniacal Gentlemen" ("Fratellanza dei Gentiluomini della Sirenetta"), della quale facevano parte alcuni dei protagonisti della cultura elisabettiana: Ben Jonson, John Donne, John Fletcher, Francis Beaumont, Thomas Coryat, John Selden, Robert Bruce Cotton, Richard Carew, Richard Martin, William Strachey e, anche se messo in dubbio da diversi storici, William Shakespeare.
L'edificio è stato distrutto dal Grande incendio di Londra nel 1666.

## La "Fraternity of Sirenical Gentlemen"
La Fratellanza, oltre che alla taverna della Sirenetta, si riuniva anche presso la vicina Mitre tavern. Nella scena iniziale del Bartholomew Fair di Jonson (1614), il personaggio John Littlewit critica gli elitari bevitori frequentanti Three Cranes, Mitre, and Mermaid.
Stando a William Gifford (che nel XIX secolo ha curato la pubblicazione delle opere di Ben Jonson e sostiene quanto segue basandosi su John Aubrey), pare che la "Fraternity" sia stata fondata da Walter Raleigh nel 1603; tuttavia, all'epoca Raleigh era incarcerato nella Torre di Londra e lì sarebbe rimasto sino al 1616. Sembra Gifford, sostiene che Shakespeare e Jonson là si confrontassero in dibattiti umoristici su Politica, Religione, Letteratura, nei quale Shakespeare, pur meno edotto di Jonson, talvolta risultava vincitore.
Anche se la partecipazione di Shakespeare a tale Fratellanza è stata messa in dubbio dagli storici, fonte sicura riguardo all'esistenza di questi dibattiti tra intellettuali è una lettera che Beaumont ha spedito a Jonson. Un'altra fonte che menziona le attività della Fraternity è Thomas Coryat (attivo in essa però, pare, dal 1611), il quale fa i nomi di Jonson, Donne, Inigo Jones e Hugh Holland.
Quanto a Shakespeare, è certo che conoscesse la gran parte degli intellettuali frequentanti la taverna e la Fratellanza; inoltre, sappiamo che conosceva anche il proprietario della taverna, un certo William Johnson, il quale gli fece da garante per un prestito (con il quale Shakespeare acquistò una proprietà nella zona londinese Blackfriars).

## La taverna nelle citazioni letterarie
Nei versi jonsoniani di Inviting a Friend to Supper si parla di A pure cup of rich Canary wine, / Which is the Mermaid's now, but shall be mine.
Il già citato Beaumont, scrivendo una lettera in versi a Jonson, parla delle things we have seen done / At the Mermaid e continua ...words that have been / So nimble, and so full of subtle flame, / As if that every one from whence they came, / Had meant to put his whole wit in a jest.
Nel 1819 John Keats compose una poesia rifacendosi a Beaumont che così si apre e chiude: Souls of poets dead and gone, / What Elysium have ye known, / Happy field or mossy cavern, / Choicer than the Mermaid Tavern?. Theodore Watts-Dunton, a sua volta, s'ispirò a Keats nella poesia natalizia Wassail Chorus at the Mermaid Tavern.
Nel 1908 Alfred George Gardiner, in Prophets, Priests and Kings (nel quale tesse le lodi dell'amico Gilbert Keith Chesterton), menziona gli intellectual revels at the Mermaid Tavern ("revel" vuol dire "festeggiamenti"). Nel 1913 Alfred Noyes compose il poema Tales of the Mermaid Tavern, del quale ciascun capitolo è dedicato ad un membro della Fraternity; Noyes ne dedica uno anche a Shakespeare e Christopher Marlowe.
I poeti canadesi William Wilfred Campbell, Archibald Lampman e Duncan Campbell Scott tennero una rubrica letteraria intitolata At the Mermaid Inn per il Toronto Globe dal febbraio 1892 al luglio 1893.